# Dannevirke
Ne doit pas être confondu avec Danevirke.
Dannevirke (maori de Nouvelle-Zélande : Tāmaki-nui-a-Rua) est une ville du district de Tararua, dans le Manawatu-Wanganui, en Nouvelle-Zélande.

## Situation
C’est la principale ville administrative du district de Tararua et la plus à l’est du district sur laquelle le conseil régional a une responsabilité.

## Activité économique
La zone alentour s’est développée essentiellement dans le cadre de la production de lait, l’élevage de bétail (bœufs) et celui des moutons, qui maintenant fournissent l’essentiel des  revenus de la ville.

## Population
La population est celle d’une ville de 6 000 habitants lors du  recensement de 2006 en Nouvelle-Zélande.

## Histoire
Avant l’arrivée de colons européens en 1870, la lignée des descendants des Maoris de cette zone provenaient de l’iwi de Takitimu /Kurahaupo waka.
La tribu de la région est celle des Ngati a Kahungunu / Rangitane, avec des distinctions géographiques des Te Rangiwhakaewa  dans la région immédiatement à proximité de la ville de Dannevirke.
Le premier lieu de rencontre connue de l'Aotea (maison de rencontre) fut établi à cet endroit, il y a approximativement 15 générations (par rapport à l’année 2010), suivi par le bâtiment du marae situé à Makirikiri près de Dannevirke, qui fut installé aux environs du même moment, où les premiers colons sont arrivés à Napier et dans le reste de Hawke's Bay.
La ville elle-même fut fondée le 15 octobre 1872 par les colons danois, Norvégiens et Suédois, adhérents du mouvement du Scandinavisme, et qui arrivèrent au port de Napier puis se déplacèrent vers l’intérieur des terres.
Les colons arrivèrent dans le cadre du Public Works Act (en) et construisirent leur établissement initial dans une clairière de l’importante forêt de Seventy Mile Bush (en) .

## Toponymie
Dannevirke(Danish: Danish création ou Danes' work) fait référence à Danevirke un ouvrage de défense du Danemark).
Le Danevirke d’après lequel la ville fut nommée, était une fortification étendue de l’Âge des Vikings, située au Danemark, qui avait un rôle symbolique fort lors du Danes au XIXe siècle, spécialement après que le site soit tombé entre les mains des Allemands lors de la guerre germano-danoise de 1864 – qui était un évènement récent et très marquant pour ces colons.
Cette ville gagna rapidement le surnom de « ville des traverses », dans la mesure où la ville fournissait un relais pour dormir au niveau des arbres de type  totara pour les conducteurs pour l’exploitation de la ligne ligne du chemin de fer Napier - Wellington (en).

## Activité économique
A cette époque, la région possédait cinquante scieries en fonctionnement.
Mais, après l’éclaircissement du bush natif, la terre fut rendue aux pâturages pour les herbivores.
Le collège de Totara abrita le Dannevirke Garden et le Craft Expo, un évènement annuel, qui grossit pour atteindre une taille considérable.

## Sport
Le Dannevirke Sports Club et le Aotea Sports Club sont les principaux lieux pour le sport dans la ville avec les équipes de netball, cricket et football aussi bien que les équipes de rugby, qui participent aux compétitions dans le Premier Manawatu Senior Competition et la 1re Division de Hawke's Bay.
La ville de Dannevirke a produit un certain nombre de sportifs, hommes et femmes, dans de nombreuses disciplines différentes, et en particulier :
- John Timu, joueurde  rugby qui participa aux équipes de Nouvelle-Zélande à la fois pour le rugby à XV ou à XIII ;
- Ewen Chatfield (en), membre de l’équipe victorieuse de cricket pour la Nouvelle-Zélande pour la zone de Hadlee-Coney-Crowe en 1980 est aussi originaire de Dannevirke ;
- l’ancien All Black Duncan Hales (en), qui vit actuellement aux États-Unis ;

Les autres habitants de Dannevirke jouant au sein de l’équipe des All Blacks étaient :
- Colin Loader ;
- Blair Furlong (en) ;
- Lui Paewai (en), le plus jeune des All Black  à tout juste 17 ans (1924 Invincibles) et dont le frère, les neveux et grand-neveux (respectivement Doc, Hepa, Nathan et Murdoch) eurent une bonne carrière dans Hawkes Bay et le côté maori de la Nouvelle-Zélande
- Roy White (en) (qui fit partie des All Black après la guerre en 1947-1948)

D’autres membres des All Blacks, qui vécurent un certain temps à Dannevirke comprenaient en 1981 des All Black ayant joués en touristes en Roumanie et en France
Wayne Neville (en), qui avait suivi les cours du Dannevirke High School et John Ashworth, qui partit de Canterbury pour venir tenir une ferme près de Dannevirke, plus tard dans sa carrière.

## Climat
Dannevirke a un climat Océanique, selon la (classification de Köppen :Cfb).
Malgré sa latitude élevée, les températures d’été sont souvent plus fraîches, comparées aux autres villes les plus à l’est de l’île du Nord, telle que Masterton, Napier et Gisborne, alors qu’en hiver, Dannevirke peut régulièrement subir des gelées comme les autres parties de la Nouvelle-Zélande.
La neige est rare, les dernières chutes de neige sont tombées à Dannevirke le 15 août 2011 .

## Personnalités notables
- Joh Bjelke-Petersen, homme politique australien et ancien premier ministre du Queensland, né à Dannevirke
- Jessica Grace Smith (en), actrice
- Sir William Ian Axford (en), scientifique spatial
- Victor Bleasdale (en), Colonel du corps de l’US Marine, décoré deux fois de la Navy Cross (en) pour son héroïsme lors de la première guerre mondiale [4]
- Rangi Chase, joueur de la ligue de Rugby, jouant pour l’Angleterre
- Ewen Chatfield (en), joueur de cricket de l’équipe de Nouvelle-Zélande
- Peter Connell (en), joueur de cricket irlandais
- Peter Cullinane (en), archevêque catholique du diocèse de Palmerston North
- Lauris Edmond, poète de Nouvelle-Zélande
- Blair Furlong (en), joueur de rugby international de Nouvelle-Zélande
- Bryan Gould, titulaire de la bourse de Rhodes, Député chef du parti travailliste anglais, premier de la classe de l’école supérieure de Dannevirke
- Duncan Hales (en), joueur de rugby international de Nouvelle-Zélande
- Weller Hauraki (en), joueur de la ligue de Rugby
- Robert Ibell (en), violoncelliste, du New Zealand Symphony Orchestra
- Jack Kerr (en), joueur de cricket de Nouvelle-Zélande
- Bridget Kight (en), originaire de la ville d’Akitio, joueur de hockey des Black Sticks
- Charlotte Kight (en), originaire de Akitio.

Dannevirke, joueur de Netball des Silver Fern (en), New Zealand women's national field hockey team
- Phil Lamason (en), pilote de la seconde Guerre Mondiale
- Colin Loader, joueur international de rugby de Nouvelle-Zélande
- Sue McCauley (en), auteur dramatique, auteur de Other Halves[5]
- Robin Maconie (en), compositeur, pianiste, et écrivain
- Clint Newland (en), joueur de Rugby de l’Union
- Lui Paewai (en), joueur international de rugby de Nouvelle-Zélande, le plus jeune des All Black de tous les temps.
- Manahi Nitama Paewai Zealand international (uncapped) New Zealand Maori, joueur de rugby de l’Armée de la Nouvelle-Zélande
- Murray Parker (en), joueur de criquet en Nouvelle-Zélande
- Bill Phillips (en), économiste de Nouvelle-Zélande et d’Australie, créateur de la courbe de Phillips[6].
- Sir Alfred Ransom (en) (1868–1943), maire de Dannevirke (1910–1919) et Membre du Parlement (1922–1943)[7].
- Hans Madsen Ries (en) (1860–1926), maire de Dannevirke (1903–1905, 1906–1910)[8].
- Luke Ronchi (en), joueur International de cricket (à la fois de l’Australie et de la Nouvelle-Zélande)
- Katrina Shanks (en), homme Politique, membre du Parlement
- John Timu, joueur international Dual rugby et ligue de rugby
- Joe Ward , joueur à l’union Rugby
- Sonny Wool (en) Psychic sheep of the 2011 Rugby World Cup (b. Dannevirke)[Quoi ?]